# William Webb Ellis
William Webb Ellis (ur. 24 listopada 1806 w Salford, zm. 24 stycznia 1872 w Menton) – pastor anglikański, legendarny twórca gry w rugby. Jego imię nosi trofeum przyznawane zwycięzcom Pucharu Świata w rugby.

## Rugby
W 1816 roku William Webb Ellis rozpoczął naukę w Rugby School w mieście Rugby w hrabstwie Warwickshire. Dał się tam poznać jako znakomity uczeń i obiecujący krykiecista. Do historii przeszedł jednak nie jako uczony, ale dzięki wydarzeniu z 1823 roku, w którym brał udział.
Według obowiązującej wersji podczas meczu futbolowego Webb Ellis złapał w ręce piłkę, przebiegł z nią boisko i zdobył bramkę. Warto zauważyć, że według ówczesnych zasad gry w football dozwolone było łapanie piłki w ręce, zabronione natomiast było przemieszczanie się po boisku z piłką w dłoniach. Tamto zachowanie Webba Ellisa skutkowało całkowitym zakazem używania rąk na boisku. Zakaz ten z kolei zapoczątkował rozłam na Association football, czyli piłkę nożną oraz Rugby football, czyli znane w obecnej formie rugby.

## Legenda

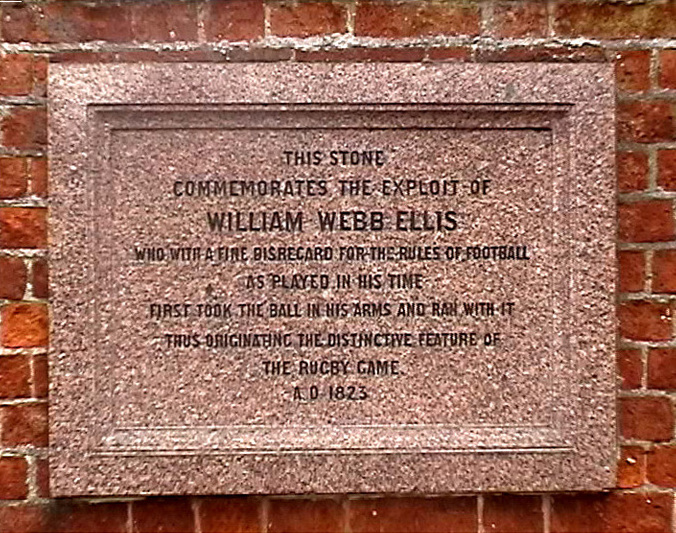
Tablica pamiątkowa w Rugby School

Po raz pierwszy jako twórcę rugby przedstawił go Matthew Bloxam w 1876 roku. Powołując się na anonimowe źródło przedstawił historię meczu z 1823 roku w gazecie The Meteor. Z czasem pojawił się szereg wątpliwości związanych z prawdziwością tej historii. Podważana była rzekoma wyjątkowość czynu Williama Webba Ellisa. Śledztwo przeprowadzone w 1895 roku (brał w nim udział m.in. pisarz Thomas Hughes) wykazało, że ówczesne przepisy jednak dopuszczały bieg z piłką w rękach, więc zachował się po prostu zgodnie z kanonami gry. Niektórzy uważali ponadto, że Webb Ellis nie wymyślił nic nowego, a jedynie prezentował zagranie znane z popularnych w Walii i Irlandii gier zbliżonych do futbolu gaelickiego.
Pomimo tych kontrowersji William Webb Ellis przeszedł do legendy jako wynalazca rugby. Na jego cześć nazwano puchar przyznawany triumfatorom Pucharu Świata w rugby union, a na gali IRB Awards 24 października 2011 r. wprowadzono do IRB Hall of Fame.
Na tablicy pamiątkowej umieszczonej w Rugby School widnieje napis:

"Ten kamień upamiętnia wyczyn Williama Webba Ellisa, który z oczywistym lekceważeniem współczesnych jemu zasad piłki nożnej jako pierwszy wziął piłkę do rąk i pobiegł z nią w sposób charakterystyczny dla meczu rugby".